# Haplogrup D del cromosoma Y humà
L'haplogrup D del cromosoma Y humà és un haplogrup format a partir de l'haplotip CTS3946 del cromosoma Y humà.
Es creu que va ser originat a Àsia fa qüestió de 73.200 anys. Juntament amb l'haplogrup E, D conté el polimorfisme distintiu YAP, que indica el seu origen ancestral comú.

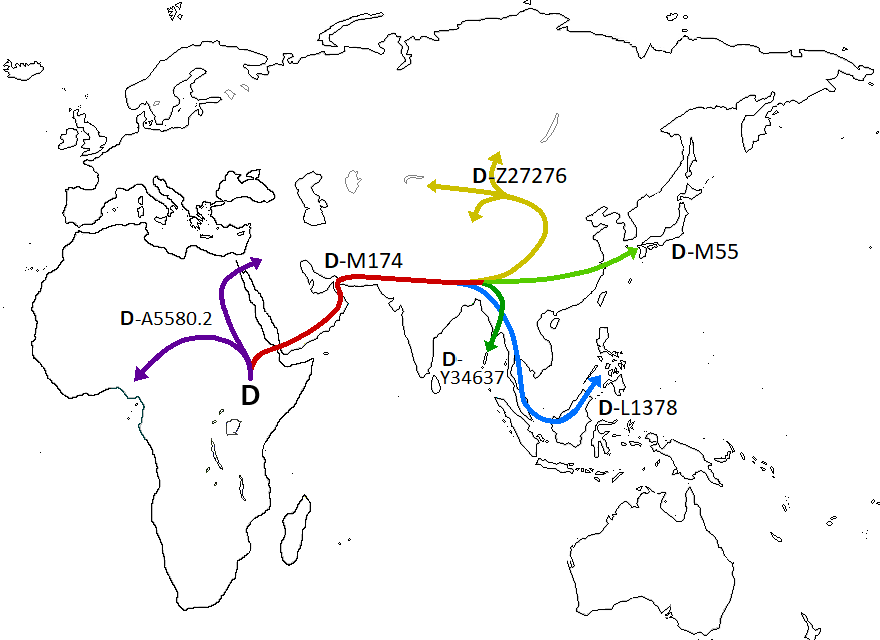
Mapa d'acord amb les migracions prehistòriques de l'haplogrup D, amb una expansió fora d'Àfrica fa aproximadament 60 mil anys.

Tant l'haplogrup D com l'E contenen el canvi M168, que és present en tots els haplogrups del cromosoma Y, excepte en l'A i el B.
Com l'haplogrup D i l'haplogrup mitocondrial M, es creu que representa una gran migració costanera al llarg del sud d'Àsia, des d'Aràbia fins al sud-est d'Àsia i després cap amunt, cap al nord d'Àsia. Es troba actualment en alta freqüència entre les poblacions del Tibet, el Japó, i les illes Andaman, encara que curiosament no a l'Índia. Els ainus del Japó i els jarawa i onge de les Andaman destaquen per posseir-lo quasi exclusivament, tot i que l'haplotip C també és posseït per un 10% aproximat dels ainu, una proporció semblant a la dels japonesos. L'haplotip D també es troba a freqüències baixes moderades en totes les poblacions de l'Àsia central i nord-est d'Àsia, així com en els xinesos de la Xina i en altres poblacions minoritàries de Yunnan que tenen llengües tibetoburmaneses amb proximitat amb els tibetans.
A diferència de l'haplogrup C, aquest no va viatjar des d'Àsia cap al nou món.
L'haplogrup D és també destacable per la seva extrema diferenciació geogràfica amb un subgrup diferent de l'haplogrup trobat exclusivament en cada una de les poblacions que contenen un elevat percentatge de l'haplotip D: l'haplogrup D1a1 entre els tibetans (també en els mongols i xinesos, que mostren freqüències molt baixes de l'haplogrup D), l'haplogrup D1a2 entre les diverses poblacions de l'arxipèlag japonès, i l'haplogrup D* entre els habitants de les illes Andaman. Aquesta aparentment antiga diversificació de l'haplogrup D suggereix que podria ser millor caracteritzat com un "superhaplogrup" o "macrohaplogrup". Els haplotips D trobats en les illes del Japó estant particularment diferenciats, i duen un complex de com a mínim cinc mutacions individuals al llarg de la branca interna de l'haplogrup D, distingint-los clarament dels haplotips dels cromosomes dels tibetans i els habitants d'Andaman, i proporcionant la forta evidència que l'haplogrup D1a2 era l'haplotip de la població ancestral que va desenvolupar la cultura Jōmon del Japó.

## Sistema subordinat
- DE (YAP)
  - D (CTS3946)
    - D1 (M174/Page30, IMS-JST021355)
      - D1a (CTS11577) 
        - D1a1 (F6251/Z27276)
          - D1a1a (M15) Tibet[3]
          - D1a1b (P99) Tibet, Mongòlia, Àsia central[3]

        - D1a2 (M64.1/Page44.1, M55) Japó[3]
        - D1a3 (Y34637) Andaman[4][5]

      - D1b (L1378) Filipines[6]

    - D2 (A5580.2) Nigèria,[1] Aràbia Saudita. Síria[7]